# بلاغوي سيميتش
بلاغوي سيميتش (من مواليد 1 يوليو 1960) هو سياسي سابق من صرب البوسنة والهرسك وعضو في رئاسة الحرب الصربية وحكم عليه من قبل المحكمة الجنائية الدولية ليوغوسلافيا السابقة لارتكابه جرائم حرب خلال حرب البوسنة والهرسك.
ولد في بوسانسكي شاماتش في يوغوسلافيا وأكمل دراسته الطبية في توزلا في عام 1984 وفي نفس العام بدأ العمل كطبيب في المركز الطبي في بوسانسكي شاماتش. في عام 1991 حصل على إقامته في مجال الطب الباطني والتي تحول بعد ذلك إلى علم الأوبئة بسبب ضرورات الحرب. أصبح عضو في الحزب الديمقراطي الصربي في صيف عام 1990 وكان رئيس للمجلس البلدي للحزب الديمقراطي الصربي في بوسانسكي شاماتش من عام 1991 إلى عام 1995. وكان يترأس قائمة الحزب الديمقراطي الصربي في انتخابات عام 1990. وكان نائب رئيس المجلس البلدي من 1991 حتى 17 أبريل 1992.

## جرائم الحرب ولوائح الاتهام
زعم الادعاء في المحكمة الجنائية الدولية ليوغوسلافيا السابقة أنه في 17 أبريل 1992 استولت القوات العسكرية الصربية من البوسنة والهرسك وأماكن أخرى في يوغوسلافيا السابقة بالقوة على مدينة بوسانسكي شاماتش وفي غضون أيام قليلة سيطرت على بلدية بوسانسكي شاماتش بأكملها. ثم أعلن الصرب أنه تم استبدال حكومة بلدية بوسانسكي شامات بـ«بلدية بوسانسكي شامات الصربية». مباشرة بعد الاستيلاء بالقوة أنشأت السلطات الصربية «بلدية بوسانسكي شاماتش لموظفي الأزمة الصربية» التي حلت محل المجلس البلدي المنتخب حسب الأصول وسيطرت على جميع جوانب الحكومة البلدية. ثم قامت السلطات الصربية باعتقال واحتجاز كروات البوسنة والهرسك والبوشناق وغيرهم من المدنيين غير الصرب بشكل غير قانوني. أجبر العديد من السكان غير الصرب على ترك منازلهم ونقل الكثيرين منهم إلى قرى أخرى حيث تم احتجازهم ضد إرادتهم وطردهم وترحيلهم وطالبت الكثيرين بالمشاركة في مشاريع السخرة والنهب على نطاق واسع للممتلكات الخاصة والتجارية التي يملكها غير الصرب.
أبرز الادعاء أنه في 17 أبريل 1992 أو ما لا يقل عن 31 ديسمبر 1993 عُين بلاغوي سيميتش رئيس لموظفي أزمة بوسانسكي شاماتش الذي أعيد تسميته رئاسة الحرب في 21 يوليه 1992 أو في حوالي 21 يوليه 1992. وكان مسؤول في هذه المناصب عن إصدار الأوامر والسياسات والقرارات والأنظمة الأخرى باسم هيئة أركان الأزمة ورئاسة الحرب. ويُزعم أيضا أنه في الفترة من 1991 إلى 1995 كان رئيس للحزب الديمقراطي الصربي في بوسانسكي شاماتش من 1991 إلى 17 أبريل 1992 ونائب رئيس مجلس البلدية ومن 4 نوفمبر 1991 إلى 30 نوفمبر 1992 على الأقل نائب في الجمعية العامة لمنطقة الحكم الذاتي الصربية لشمال البوسنة والهرسك التي أُطلق عليها لاحقا اسم «مقاطعة الصرب المتمتعة بالحكم الذاتي في سيمبيريا وماييفيكا». في 22 يناير 1993 أو نحو ذلك تم انتخابه رئيس لجمعية بلدية شاماتش وشغل هذا المنصب حتى بعد إعلان أول لائحة اتهام للمحكمة الجنائية الدولية ليوغوسلافيا السابقة. كان المسؤول المدني الأعلى رتبة في بلدية بوسانسكي شاماتش.
أعرب الادعاء عن أنه في الفترة من 17 أبريل 1992 إلى 31 ديسمبر 1992 على الأقل خطط بلاغوي سيميتش قبل وأثناء خدمته كرئيس لموظفي أزمة بوسانسكي شاماتش وبصفته رئيس هيئة رئاسة الحرب بالتنسيق مع آخرين أو حرض أو أمر أو ارتكب أو ساعد بطريقة أخرى وحرض على التخطيط لجريمة الاضطهاد أو التحضير لها أو تنفيذها. كما وجهت إليه تهمة الاضطهاد كجريمة ضد الإنسانية من خلال مشاركته في إصدار الأوامر والسياسات والقرارات واللوائح الأخرى باسم طاقم إدارة الأزمات ورئاسة الحرب والتفويض بإجراءات رسمية أخرى تنتهك حقوق كروات البوسنة والهرسك والبوشناق وغيرهم من المدنيين غير الصرب للمعاملة المتساوية أمام القانون وانتهاك تمتعهم بالحقوق الأساسية والرئيسية.
استسلم بلاغوي سيميتش طواعية في 12 مارس 2001 ونُقل في نفس اليوم إلى المحكمة الجنائية الدولية ليوغوسلافيا السابقة.

## الحكم والإدانة
تم الحكم بإدانة بارتكاب جريمة ضد الإنسانية بالاضطهاد القائم على الاعتقال والاحتجاز غير القانونيين للمدنيين البوشناق وكروات البوسنة والهرسك والمعاملة القاسية واللاإنسانية بما في ذلك الضرب والتعذيب والتكليف بالسخرة والحبس في ظل ظروف غير إنسانية والترحيل والنقل القسري.
حكمت المحكمة الابتدائية للمحكمة الجنائية الدولية ليوغوسلافيا السابقة بأغلبية القاضي بير يوهان ليندهولم المخالف على بلاغوي سيميتش بالسجن لمدة 17 عام.
استأنف بلاغوي سيميتش هذا الحكم. وفي 28 نوفمبر 2006 خففت محكمة الاستئناف في المحكمة الجنائية الدولية ليوغوسلافيا السابقة عقوبته إلى السجن لمدة 15 سنة.
في 27 مارس 2007 تم نقل سيميتش إلى المملكة المتحدة لقضاء عقوبته.